# شهرداری محلی ونترسدرپ
شهرداری محلی ونترسدرپ (به لاتین: Ventersdorp Local Municipality) یک سکونتگاه مسکونی در آفریقای جنوبی است که در Dr Kenneth Kaunda District Municipality واقع شده‌است.